# Salazaria
Salazaria  é um gênero botânico da família Lamiaceae.

## Espécie
- Salazaria mexicana

## Nome e referências
Salazaria Torrey, 1859